# Literatura bizantyńska epoki Komnenów i Angelosów

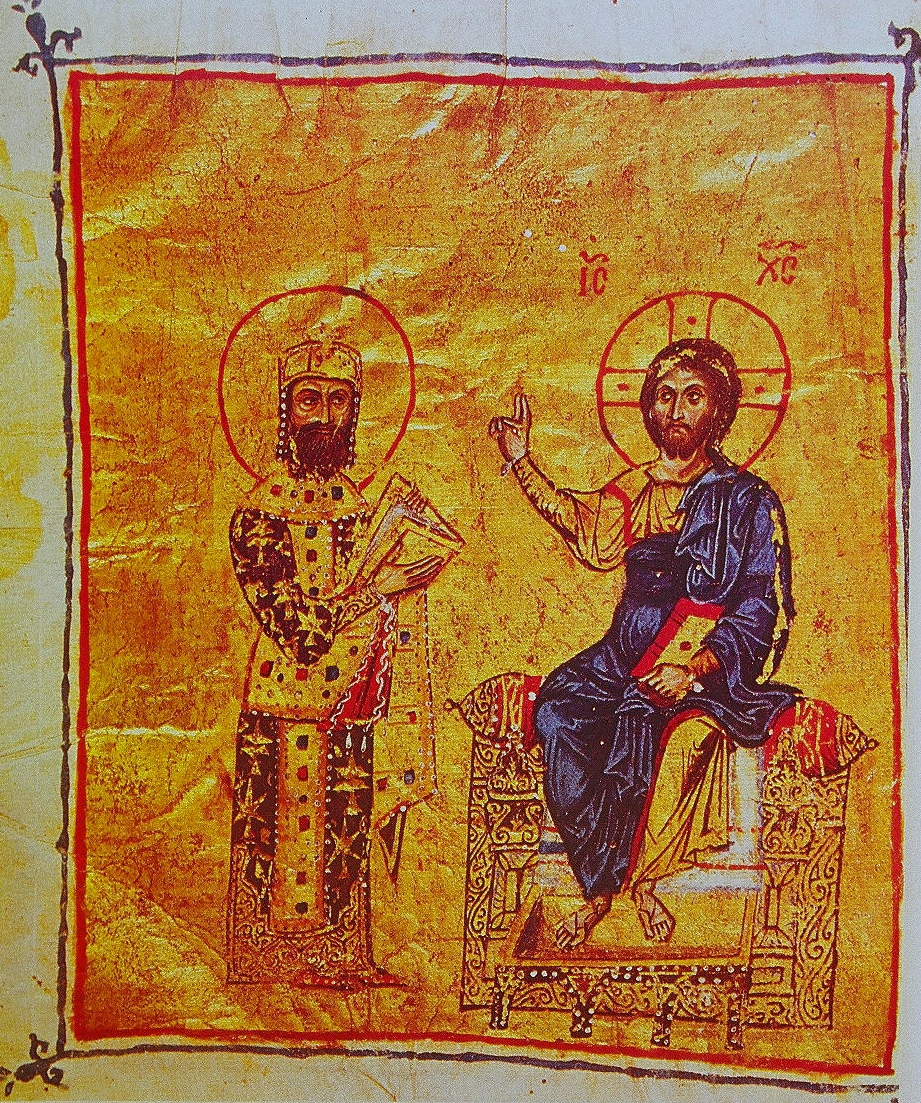
Aleksy I Komnen błogosławiony przez Chrystusa

Literatura bizantyńska epoki Komnenów i Angelosów – okres literatury bizantyńskiej od wstąpienia na tron cesarza Aleksego I Komnena w 1081 roku do zdobycia Konstantynopola przez krzyżowców w 1204 roku.
Odbudowa państwa bizantyńskiego przez władców z dynastii Komnenów po klęsce lat 70. XI wieku przyniosła rozkwit literatury bizantyńskiej. W historiografii odznaczyli się Nicefor Bryennios i jego żona Anna Komnena, a w następnym pokoleniu Jan Kinnam. Epoka Komnenów była też ostatnim okresem żywotności kroniki bizantyńskiej. Cieszące się wielką poczytnością dzieła stworzyli wówczas Jan Zonaras, Konstantyn Manasses i Michał Glykas, kronikarz, ale także teolog, epistolograf i poeta. Okres zamętu i burzliwych sporów religijnych zaowocował twórczością wybitnych teologów polemistów: Eutymiusza Zygabena, Mikołaja z Metony oraz Andronika Kamatera. Wysiłki cesarskie zmierzające do pojednania podzielonego Kościoła znalazły wyraz w twórczości Teoriana i Nicetasa z Tesaloniki. Epoka Komnenów jest w literaturze okresem komentarzy i powrotu do epoki klasycznej. Teologowie (Teofilakt z Ochrydy, Eutymiusz Zygaben, Nicetas z Tesaloniki) pisali komentarze do Pisma Świętego i klasyków teologii, filozofowie (Eustracjusz z Nicei, Michał z Efezu) komentowali Arystotelesa, filologowie (Eustacjusz z Tesaloniki, Jan Tzetzes) tworzyli komentarze do Homera, Hezjoda, Pindara, Arystofanesa. Powstały liczne anonimowe słowniki do dzieł poszczególnych autorów klasycznych, językowe i etymologiczne. Najwybitniejszy poeta tego okresu, Teodor Prodrom, sięgnął po klasyczne gatunki literackie: parodię, dialog, satyrę, epigramat, romans sofistyczny, poemat dydaktyczny. Pod wpływem Prodroma rozwinął się romans sofistyczny wierszem i prozą oraz satyra. W tym okresie powstał też jedyny dramat w literaturze bizantyńskiej. Utwory dialogowane pisali oprócz Prodroma Filip Montrop i Michał Hapluchir, poematy dydaktyczne – Jan Kamater i Łukasz Chryzoberges. Twórczość retoryczną, zawsze żywą w Bizancjum, reprezentowali w tym czasie Michał Choniates i Jan Italik.

## Historycy i kronikarze
Rządy trzech wybitnych władców z dynastii Komnenów: Aleksego I (1081–1118), Jana II (1118–1143) i Manuela I (1143–1180) doczekały się trzech wybitnych historyków. Ich poczet otwiera Nicefor Bryennios (1081–1137), który w 1097 roku z woli cesarza Aleksego I poślubił jego córkę Annę. Bryennios zebrał na życzenie cesarzowej Ireny Materiały historyczne do dzieła mającego uświetnić panowanie Aleksego I. Ostatecznie jego praca, rozpoczynająca opis od roku 1070, została doprowadzona z powodu śmierci autora tylko do roku 1079. Dzieło to podjęła już po śmierci Bryenniosa jego żona Anna Komnena (1083–1153/1155). Odsunięta od władzy przez brata i zamknięta w klasztorze oddała się działalności kulturalnej i pisaniu utworu sławiącego panowanie jej ojca. Praca ta, której nadała tytuł Aleksjada, należy do najwybitniejszych osiągnięć bizantyńskiej historiografii. Anna opowiada w 15 księgach dzieje dojścia swego ojca do władzy i historię jego panowania. Opisuje z licznymi dygresjami prowadzone przez niego wojny oraz układy z państwami sąsiednimi i krzyżowcami, a także dworskie intrygi. Trzeci z historyków, o pokolenie młodszy od Anny, Jan Kinnam (po 1143-po 1195) był tajnym sekretarzem cesarza Manuela I i jednym z jego najbliższych współpracowników. Napisane przez niego dzieło historyczne, które zachowało się w skrócie zatytułowanym Epitoma, przedstawia dzieje panowania Jana II i Manuela I Komnenów w latach 1118–1176.
Epoka Komnenów zaowocowała również twórczością kronikarską odznaczającą się wysokim poziomem historycznym i literackim. Jan Zonaras, wysoki urzędnik cesarski za panowania Jana II Komnena, a następnie mnich, napisał około połowy XII wieku obszerną kronikę w osiemnastu księgach, zatytułowaną Skrót historii, obejmującą dzieje od stworzenia świata do wstąpienia na tron Jana II Komnena. Jego dzieło ma znaczną wartość historyczną i literacką. W średniowieczu stanowiło w Bizancjum podstawowy podręcznik do dziejów powszechnych i cieszyło się ogromną popularnością. O pokolenie młodszy Konstantyn Manasses (zm. 1187) jest autorem równie poczytnej kroniki wierszowanej, liczącej 6733 wersy, zatytułowanej Streszczenie historii. Autorem trzeciej bardzo popularnej w średniowieczu kroniki noszącej tytuł Księga historii był Michał Glykas, poeta i teolog, wysoki urzędnik cesarski, za udział w spisku uwięziony w klasztorze. Jego kronika nie ma wielkiej wartości historycznej, obfituje natomiast w liczne ekskursy teologiczne, przyrodnicze i wojskowe, anegdoty i ciekawostki, dla których była czytana. Glykas jest też autorem utworu teologicznego zatytułowanego Zbiór przysłów ludowych, 90 Listów, najczęściej fikcyjnych i Wierszy, pierwszego utworu poetyckiego napisanego w potocznym języku ludowym.

## Teologowie i filozofowie

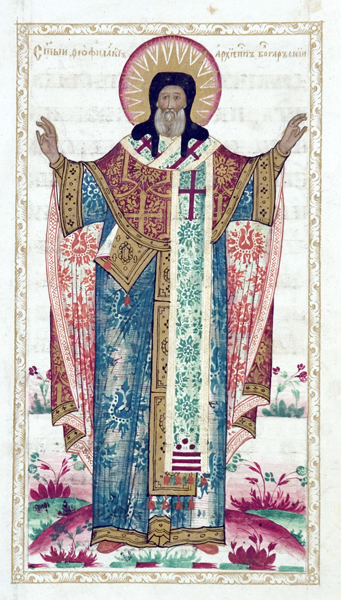
Teofilakt z Ochrydy

Literaturę teologiczną przełomu XI i XII wieku reprezentuje Teofilakt, arcybiskup Ochrydy. Teofilakt pozostawił po sobie przede wszystkim komentarze do Księgi Psalmów, do Proroków mniejszych, Ewangelii Mateusza i Jana oraz Listów Pawłowych. Jest również autorem pism polemicznych Przeciw Łacinnikom oraz Przeciw Żydom, Zbioru homilii oraz Listów do przyjaciół. Napisał ponadto, jako były wychowawca syna cesarskiego, podręcznik Wychowanie cesarskie. Eutymiusz Zygaben, mnich konstantynopolitański, napisał z inicjatywy cesarza Aleksego I obszerne dzieło zatytułowane Pełen rynsztunek dogmatyczny wiary prawosławnej, zawierający prawowierną naukę Kościoła Prawosławnego oraz przegląd herezji od czasów najdawniejszych. Eutymiusz jest też autorem komentarza egzegetycznego do Psalmów oraz kilku homilii hagiograficznych.
W następnym pokoleniu pod wpływem polityki Manuela I i z jego inicjatywy Nicetas, arcybiskup Tesaloniki, napisał Sześć dialogów dążących do pojednania Kościołów Wschodniego i Zachodniego. Napisał również komentarz do Hymnów Jana z Damaszku i zbiór 11 anatematyzmów na Jana Italosa. Za panowania Manuela I działał też inny wybitny teolog, Mikołaj z Metony, gorąco zwalczający ówczesne herezje. W Interpretacji nauk Proklosa przeciwstawił się modnemu wśród warstw wykształconych neoplatonizmowi. W Pytaniach i odpowiedziach dał wykład prawowiernej nauki o Wcieleniu. Zwalczał bogomilskiego mnicha Nifona i jego naukę o Eucharystii. W Zwięzłej argumentacji zbijał łacińską naukę o pochodzeniu Ducha Świętego, w Obaleniu argumentów – doktrynę Sotericha Panteugena o przyjmowaniu Eucharystii. Młodszy od Mikołaja Teorian zostawił dwie relacje o poselstwach, jakie podejmował z polecenia cesarza Manuela I do przywódcy Kościoła ormiańskiego Nersesa IV oraz do katolikosa syryjskich jakobitów Teodora. Andronik Kamater napisał za panowania Manuela I Święty arsenał, mający formę dialogu cesarza, najpierw z łacinnikami o pochodzeniu Ducha Świętego, a następnie z monofizytami i monoteletami.
Twórczość filozoficzna omawianego okresu koncentrowała się na komentowaniu dzieł Arystotelesa. Michał z Efezu, uczeń Michała Psellosa, napisał komentarz do Organonu, a Eustracjusz, patriarcha Nicei, komentarz do Etyki nikomachejskiej i Analityk wtórych. Teodor ze Smyrny, następca Michała Psellosa i Jana Italosa na urzędzie kierownika studiów filozoficznych, napisał, dotąd nieopublikowane, dzieło O fizyce Arystotelesa. Brat cesarza Aleksego I, Izaak Komnen, zajmował się adaptowaniem pism Proklosa do potrzeb ortodoksji, wprowadzając terminy chrześcijańskie w miejsce pogańskich. Przeciw modzie na neoplatonizm występował z kolei Mikołaj z Metony.

## Poeci
Poezja religijna, przeżywająca kryzys od początku XI wieku, w omawianym okresie całkowicie zanikła. Uprawiali ją jeszcze, ale bez większego powodzenia, mnisi z klasztoru Grottaferrata koło Rzymu: święty Bartłomiej, Arseniusz, German i Józef. Rozwinęła się natomiast, niezwykle bujnie, poezja świecka. Okres rozkwitu otwiera za panowania Aleksego I mnich Filip Montrop (Samotnik), liczącymi 371 wersów Żalami i troskami, rozbudowanymi potem ponad czterokrotnie w dialog Duszy z Ciałem zatytułowany Zbiór. Mikołaj Kallikles, nadworny lekarz Aleksego I, tworzył epigramy dworskie, często ujęte w formę dialogu. W I połowie XII wieku Mikołaj, arcybiskup Kerkyry, napisał liczący 310 wersów utwór Na swoją abdykację.
Najwybitniejszym poetą XII wieku był Teodor, który z powodu nękającej go nieustannie biedy przezwał się Prodromem (Żebrakiem). W swoich wierszach często żalił się na swój los uczonego poety, niemającego za co utrzymać żony i gromady dzieci. Prodrom jest autorem większych utworów, w których wzorował się na literaturze antycznej: parodii Wojna kota z myszą, dialogu Przyjaźń na wygnaniu, satyr Na lubieżną staruchę i Na starego brodacza, poematu dydaktycznego Utwór astrologiczny oraz Wierszy na 12 miesięcy. Osobne miejsce w twórczości poety zajmuje obszerny zbiór epigramatów dworskich, okolicznościowych, religijnych, rzadziej dotyczących codziennego życia czy nagrobkowych. Prodrom pisał też prozą dialogi satyryczne, wzorowane na Lukianie z Samosat. Spod jego pióra wyszły: Amaranthos, czyli miłość starca, Wyprzedaż życiorysów poetów i mieszczan, Do cezara Bryenniosa o kolorze zielonym. Prodrom, choć przede wszystkim klasycysta, tworzył też poezje w języku ludowym. Żalił się w nich na swą biedę i wymieniał przedmioty, które chciałby posiadać. Prodrom przyczynił się wreszcie do odrodzenia w Bizancjum antycznego romansu sofistycznego.

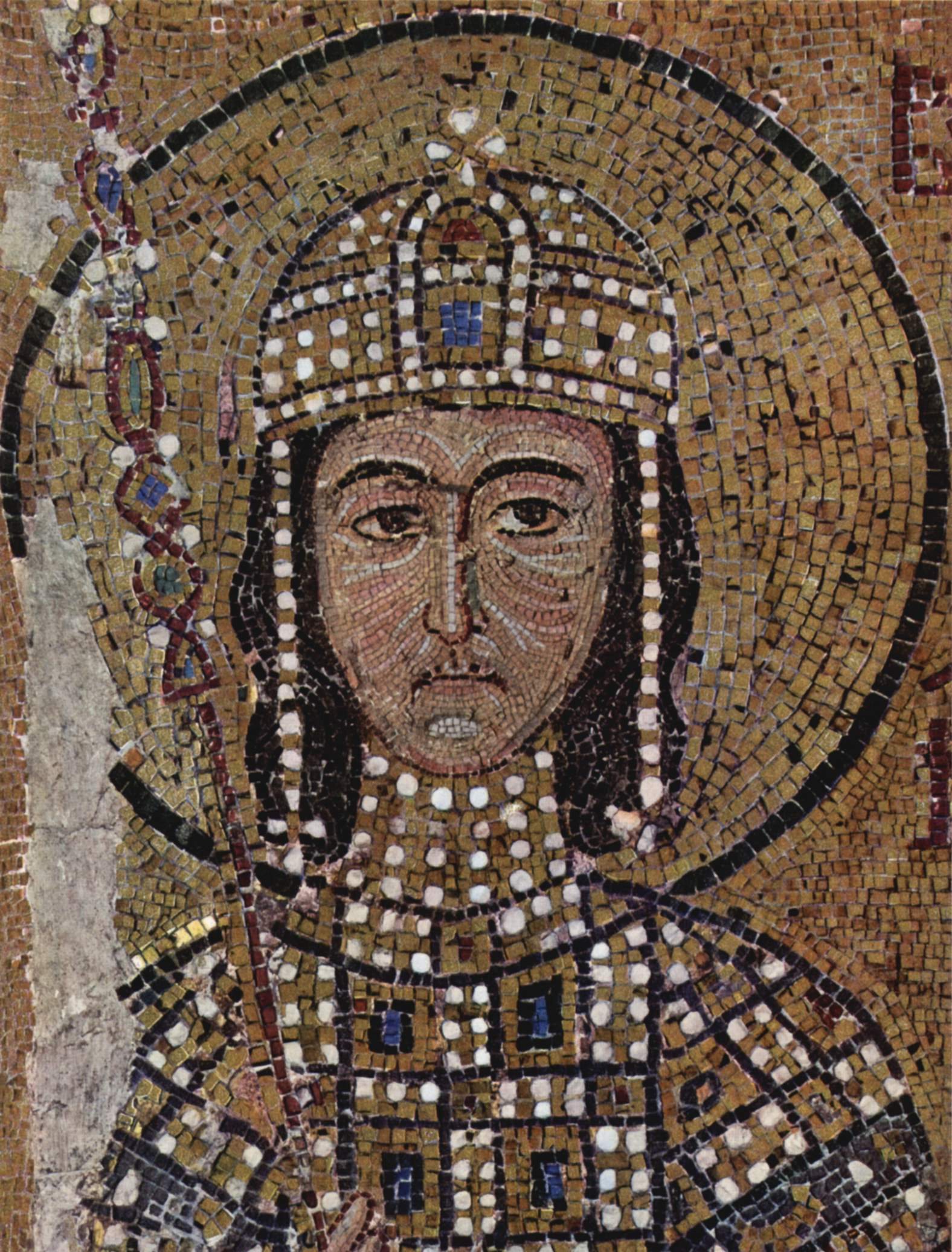
Aleksy Komnen, syn Jana II Komnena. Mozaika, ok. 1122, Hagia Sophia

Młodszy od Prodroma Jan Kamater, biskup Bułgarii, napisał poemat dydaktyczny Astrologika, a Łukasz Chryzoberges, patriarcha Konstantynopola, Dietę, w której zawarł przepisy na sporządzanie dań postnych. U schyłku XII wieku Konstantyn Stilbes, pod wpływem wielkiego pożaru, który nawiedził Konstantynopol, napisał swoje Wiersze o pożarze. Jego rówieśnik Michał Hapluchir w poemacie Dramat użalał się w wieloosobowym dialogu na swą biedę. Coraz większą popularność zaczął też w tym czasie zdobywać język ludowy. Około połowy XII wieku syn cesarza Jana II, Aleksy, napisał w tym języku (demotyku) poemat dydaktyczny Młodzik. Kilkanaście lat później sekretarz cesarski Michał Glykas napisał w dosadnym języku bizantyńskiej ulicy przeznaczone dla cesarza Wiersze.

## Romans wierszem i prozą
Do odrodzenia antycznego romansu sofistycznego, rozwijającego się w I–III stuleciu, przyczynił się Teodor Prodrom swoim utworem Rodante i Diosikles. Prodrom nadał mu uczony charakter, choć po wątki sięgał do literatur wschodnich. Diosikles porywa w jego romansie piękną Rodante, po czym oboje wpadają w ręce piratów. Rodante zostaje sprzedana w niewolę, a Diosikles ma być złożony bogom na ofiarę, wszystko jednak kończy się dobrze, weselem zakochanych. W ślady Prodroma w I połowie XII wieku poszedł Nicetas Eugenian, autor Przygód Drosilli i Chariklesa, utworu odznaczającego się subtelną erotyką, choć niepozbawionego  arystofanejskiej swobody. Oparte na indyjskiej baśni, anonimowe Losy biednego Leona opowiadają z kolei historię mędrca, który po stracie majątku został sprzedany w niewolę i dzięki mądrym radom udzielanym swemu panu stał się na powrót bogaty.
Równolegle z romansem wierszowanym pod wpływem literatury perskiej, arabskiej i hinduskiej rozwinął się w Bizancjum romans prozą. Chartofylaks Eustacjusz Makrembolita napisał obszerny romans O przygodach Hysminy i Hysminiasa, których po dramatycznych przygodach łączy węzeł małżeński. Pod koniec XI wieku powstała Przepiękna historia filozofa Syntipasa. Oczernionemu przez macochę pasierbowi, który musi zachować całkowite milczenie przez siedem dni, przychodzi z pomocą siedmiu mędrców, z których każdy opowiada królowi przez cały dzień o przewrotności kobiet, by w ten sposób uratować młodzieńca. Z tego samego okresu pochodzi Stefanites i Ichnelates, przełożony z arabskiego romans indyjski o dwóch szakalach, które pod postacią ludzi dają władcy przykład, jak należy rządzić poddanymi.

## Dramat i satyra
Z czasów Aleksego I pochodzi Chrystus cierpiący, jedyny dramat bizantyński. W utworze tym, przeznaczonym do czytania, występuje Matka Boska, wzorowana na bohaterkach Eurypidesa, oraz Chrystus, święty Jan, święty Józef i dwa półchóry kobiet galilejskich.
Dwunastowieczny klasycyzm przypomniał też twórczość Lukiana z Samosat. W połowie XII wieku nawiązał do niego, oprócz Prodroma, anonimowy autor Timariona. W utworze tym po wielkim festynie w Tesalonice Timarion umiera i trafia do świata zmarłych, gdzie spotyka cesarza Romana Diogenesa oraz filozofów: Diogenesa z Synopy, Michała Psellosa, Jana Italosa, Pitagorasa i innych. Ostatecznie Timarion wyrokiem sądu podziemnego wraca na ziemię.

## Filolodzy i retorzy
Najwybitniejszym filologiem tego okresu był Eustacjusz, biskup Tesaloniki, autor Komentarza do «Iliady» Homera i Komentarza do «Odysei» Homera. W latach 1170–1175 Eustacjusz opracował parafrazę i scholia do eposu geograficznego Dionizjosa Periegety. Napisał też komentarz do Pindara. Będąc biskupem Tesaloniki, Eustacjusz przeżył zdobycie miasta przez Normanów, o czym opowiedział w dziełku O zdobyciu Tesaloniki. Eustacjusz jest też autorem interesujących pism obrazujących życie ówczesnego Kościoła O życiu monastycznym i O obłudzie oraz licznych listów, homilii, pism ascetycznych i enkomionów na cześć świętych.
Uczeń Eustacjusza Michał Choniates, biskup Aten, pozostawił po sobie zbiór listów retorycznych oraz mowy okolicznościowe, pogrzebowe i żałobne. Był też autorem wierszy i poematu Teano. Bardziej retorem niż filologiem był też Michał Italik, autor mów i listów.
Sekretarz cesarski Jan Tzetzes (ok. 1110–1186) jest autorem liczącego 12 764 wersów poematu historyczno-literackiego Tysiączki. Oprócz niego napisał Alegorie do «Iliady» i «Odysei», Wydarzenia przedhomerowe, homerowe i pohomerowe, poemat interpretacyjny Teogonia, komentarz do Prac i dni i Tarczy Hezjoda, do trzech komedii Arystofanesa, do Isagogi Porfiriusza i Kategorii Arystotelesa, a także poematy literaturoznawcze O wersyfikacji i O poezji tragicznej. W XI wieku powstały też liczne anonimowe prace filologiczne, na przykład słowniki do Iliady i Odysei, do wybranych dialogów Platona, do Dziejów Herodota, a także słowniki antyattycystyczny, syntaktyczny, retoryczny i Zbiór słów pożytecznych. Liczne słowniki etymologiczne z tego okresu dobrze reprezentuje Wielki słownik etymologiczny. Z mniejszych warto wymienić Etymologicum Gudianum, Etymologicum Angelicanum, Etymologicum Florentinum.

## Medycy
Medycyna epoki Komnenów czerpała z dorobku minionych wieków. Medyk Damnates napisał Traktat o ciąży i embrionach, a Jan, biskup Pryzdiany, Dygresje zaczerpnięte u dawnych lekarzy. Na dworze Aleksego I działali ponadto Mikołaj Kallikles i Michał Pantechnes. Ich pisma nie zachowały się.